# Phareodus
Phareodus (лат.) — род ископаемых пресноводных лучепёрых рыб из семейства аравановых отряда араванообразных. В эоцене и олигоцене они обитали в Северной Америке, Австралии и Европе. Предположительно, это были хищные рыбы.

## Виды
Описано 4 вида этого рода: Phareodus testis (Leidy, 1873) и P. encaustus из Северной Америки, P. muelleri из Европы и P. queenslandicus из Австралии.

## Окаменелости

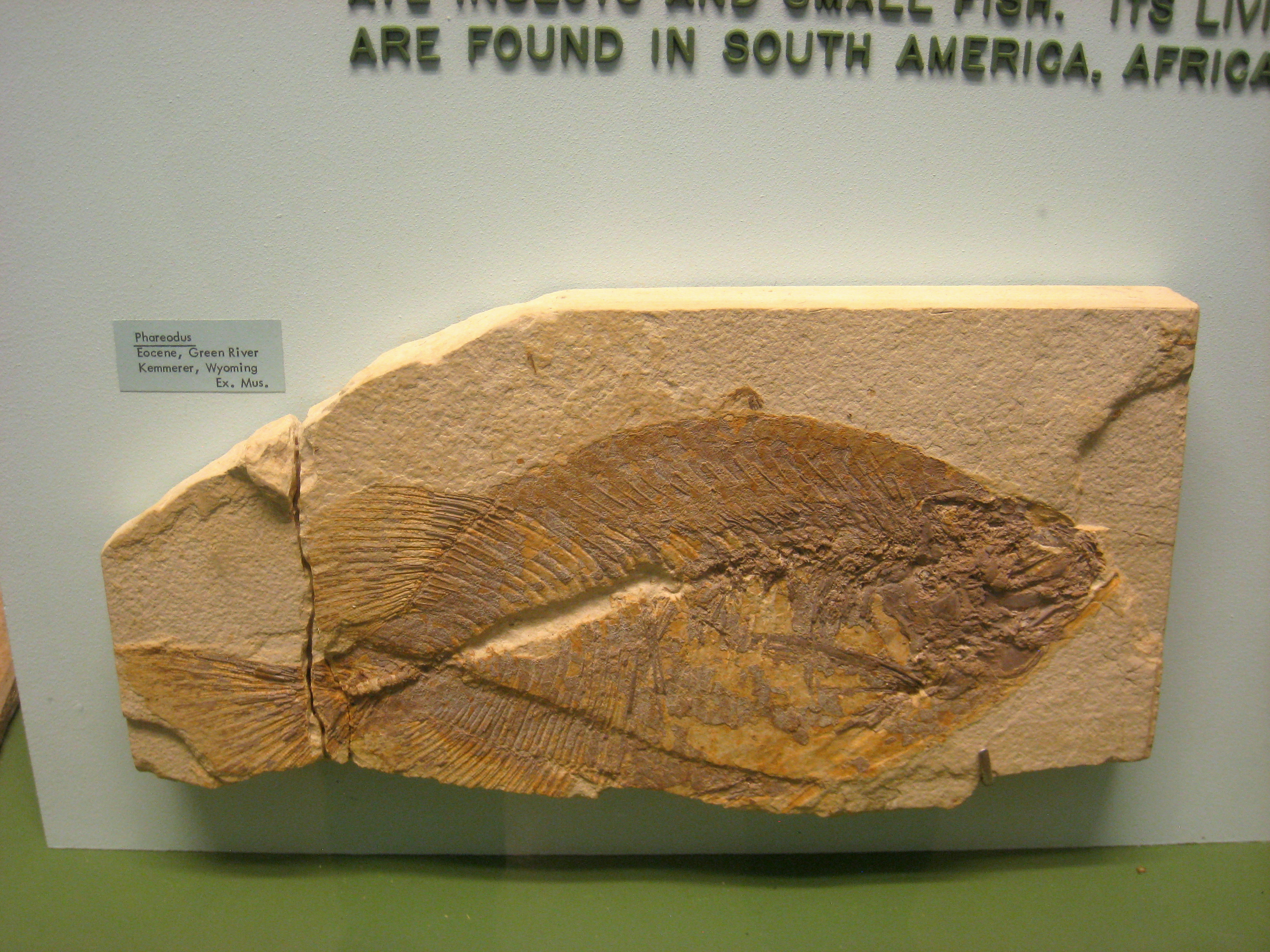
Phareodus sp.
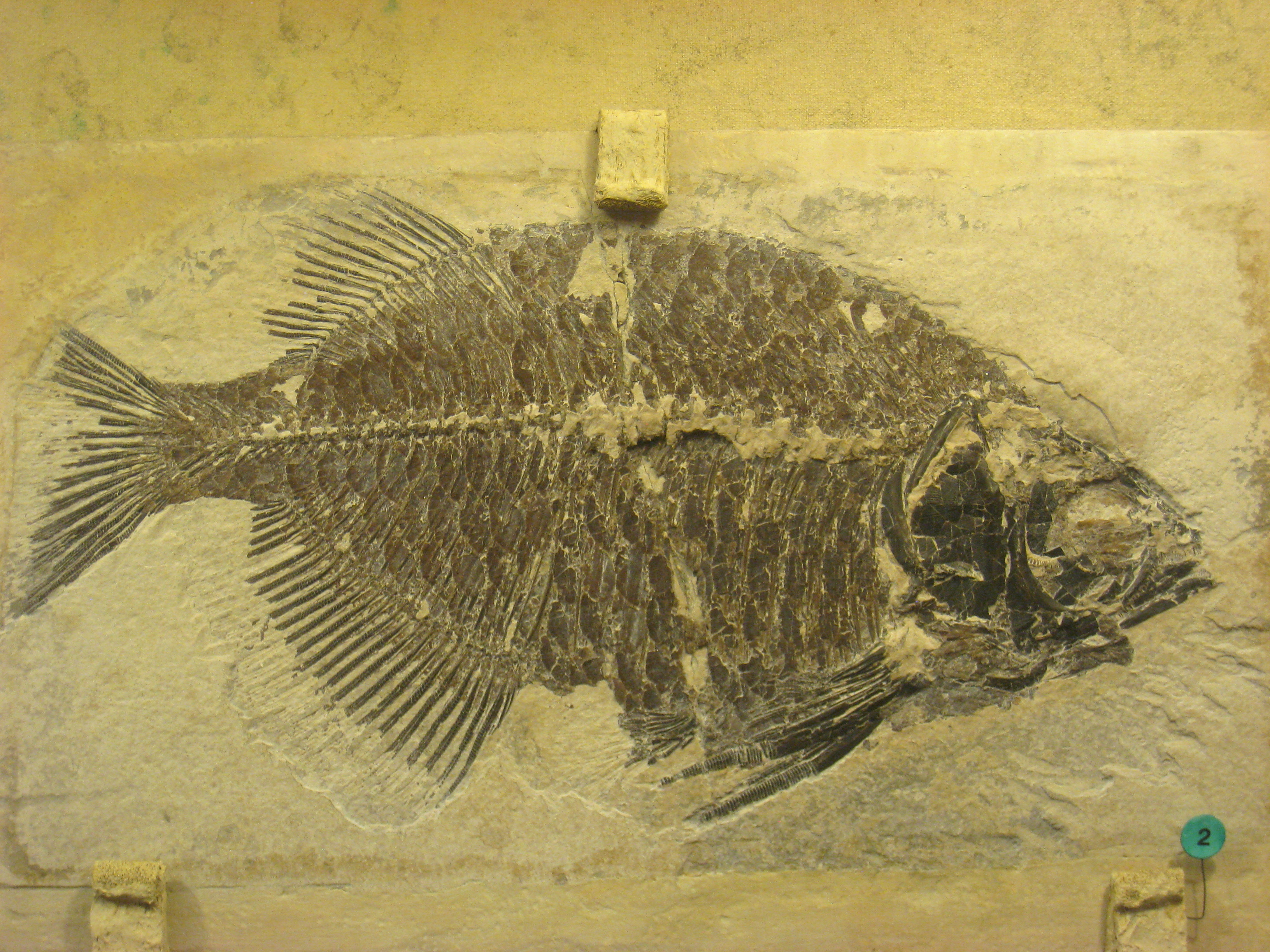
Phareodus testis
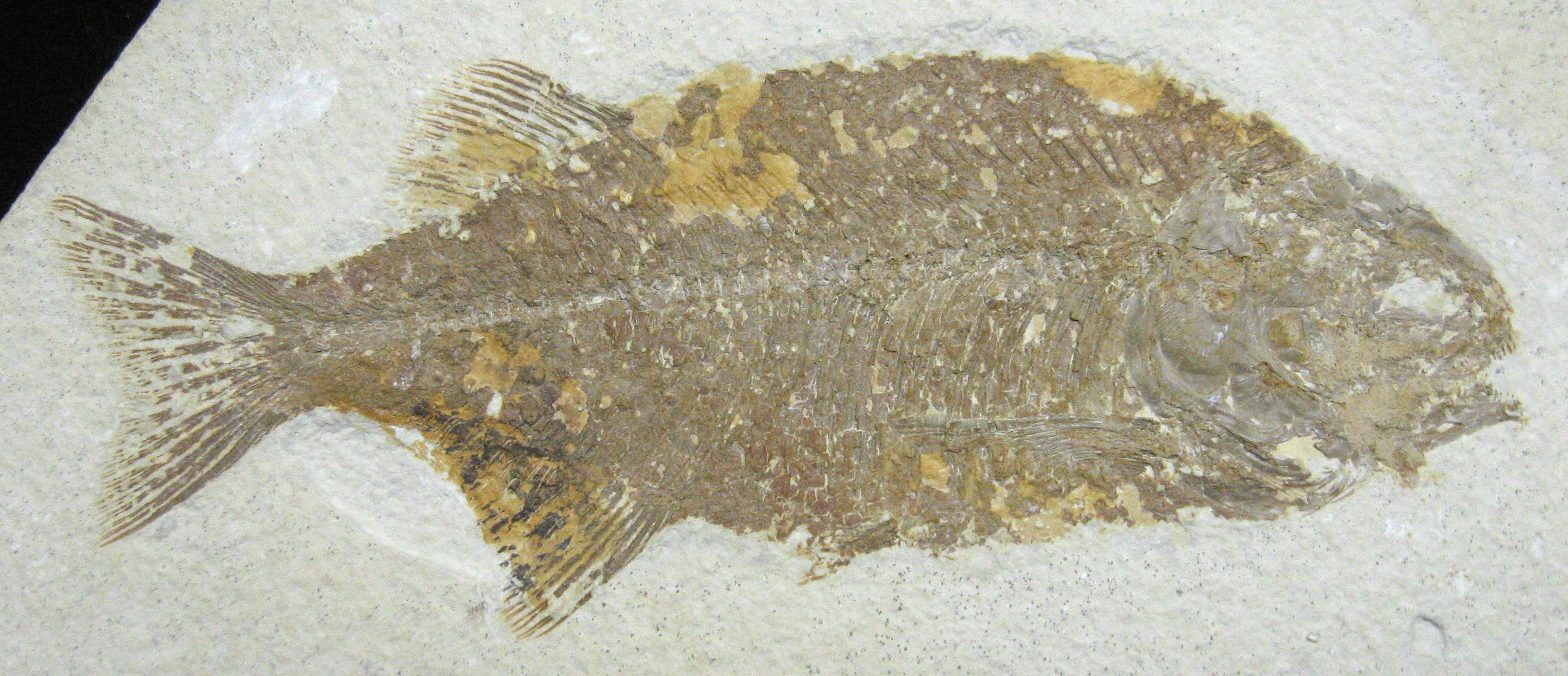
Phareodus encaustus
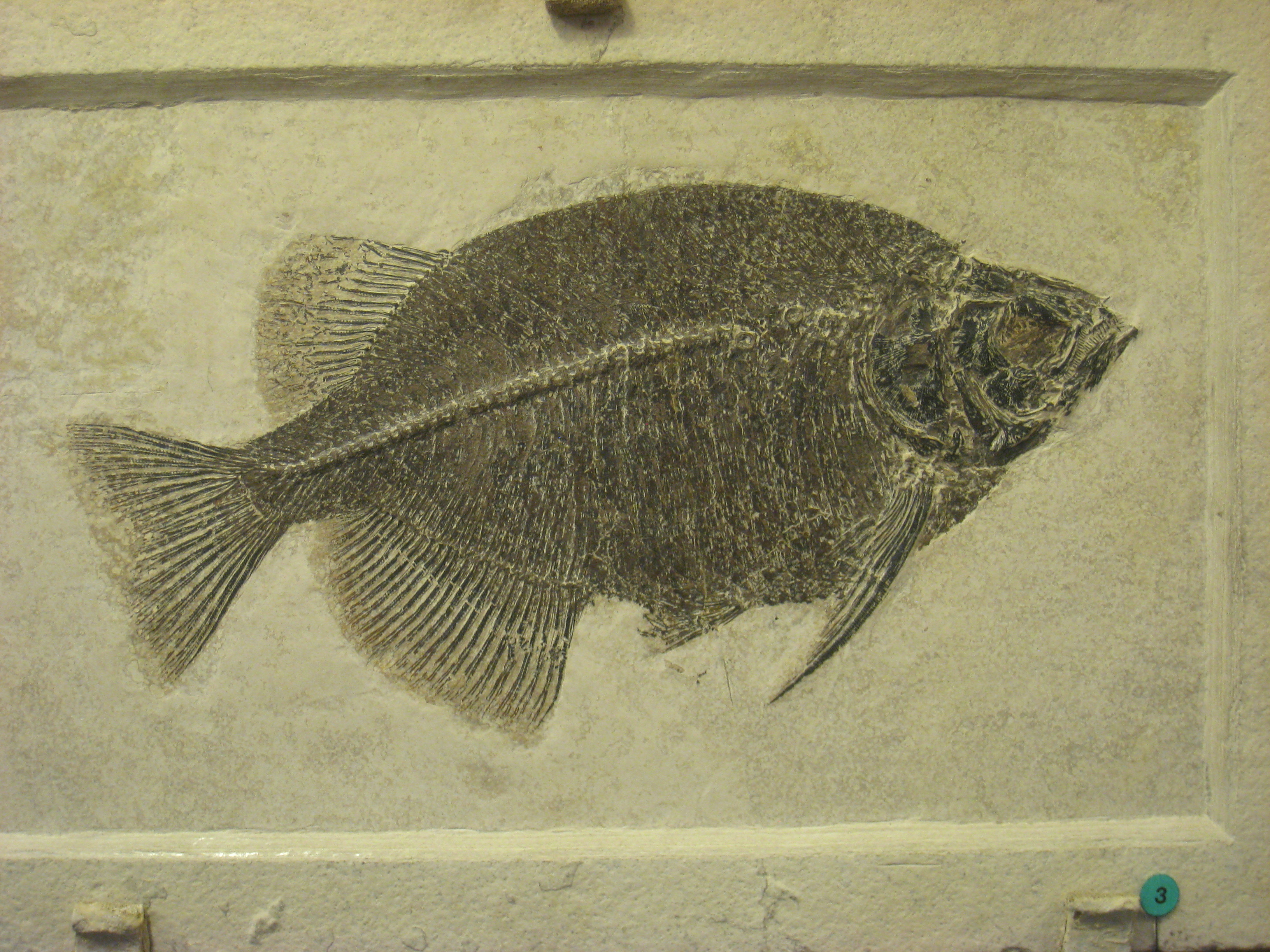
Phareodus testis